# Musée autrichien du film
Le musée autrichien du film, en allemand : Österreichisches Filmmuseum, est un musée du cinéma ainsi qu'une cinémathèque, localisé à Vienne en Autriche.

## Description
Il a été fondé par Peter Konlechner et Peter Kubelka en 1964,. Il regroupe environ 31 000 films datant de 1893 à nos jours.